# I My Me Mine
「I My Me Mine」（アイ マイ ミー マイン）は、韓国の女性5人組の歌手グループ4minuteの日本での2枚目シングル。

## 概要
- Muzikから約2ヶ月半ぶりの、シングル。2010年7月28日にユニバーサルミュージックより、初回盤A・B、通常盤の3種形態で販売。

## 収録曲
1. I My Me Mine (Japanese Version) 3分24秒
作詞 michiko.motohashi 作曲 S.tiger、Sangho.Lee
2. Goodbye (グッバイ) 4分11秒
3. HuH (Original Version) 3分48秒
作詞 作曲 S.tiger
4. I My Me Mine (Instrumental) 3分24秒
作曲 S.tiger、Sangho.Lee

## 仕様
- 【初回盤A】CD＋DVD 4minute LIVE Energy Vol.1 『Muzik』- Muzik (Japanese Version)
- 【初回盤B】CD＋DVD 4minute LIVE Energy Vol.1 『Muzik』- What A Girl Wants
- 【通常盤】CD